# 澳洲魔蜥
澳洲魔蜥（學名：Moloch horridus），又名澳洲刺角蜥、澳洲棘蜥、多刺魔蜥、魔蜥或棘蜥，是飛蜥科髭蜥亞科魔蜥属的唯一物种，也是澳大利亚的特有物种，全身鱗片具有棘狀突起，因而得名。全長可达21厘米，雌性一般比雄性大。

## 分类學
澳洲魔蜥是由英國生物学家約翰·愛德華·格雷在1841年首次描述。虽然它是魔蜥属中的唯一物种，但许多分类学家怀疑在野外可能还能找到該屬的其他物种。 澳洲魔蜥与角蜥属形态相似，但並無密切的親緣关系。这种相似性通常被认为是生物趋同进化的一个例子。
给这种蜥蜴命名為澳洲魔蜥主要反映了它的外观：它头上的两个大角状鳞片形成了一个龙或魔鬼的幻觉，「Moloch」一名源於古代近东傳說的摩洛克，通常被描绘成一个狰狞的野兽。  在澳大利亚内陆拍摄的电影中经常会出现魔蜥的特寫畫面，因此大多数人对这些蜥蜴的心理印象是巨大的可怕的怪物，然而事实上刺魔只是中等大小的蜥蜴。

## 描述

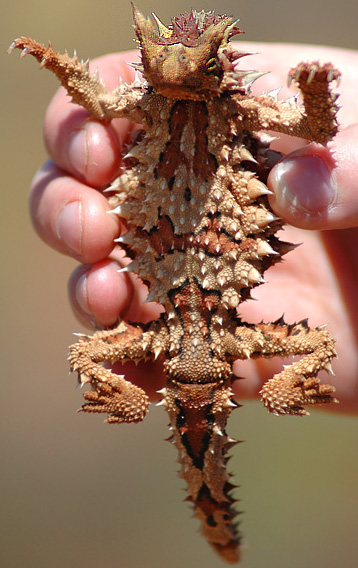
澳洲魔蜥的腹面觀

### 外觀
澳洲魔蜥总长包括尾巴可达21厘米，可以活到15至20年，雌性比雄性大。大多数採集到的标本颜色是沙漠中的棕色和褐色的伪装色调。體色在温暖的天气呈現苍白的颜色，然而在寒冷的天氣中則會轉換為深色。在头部、身体、腿部和尾巴上有许多尖锐的刺棘鱗片。

### 特殊鱗片
澳洲魔蜥能夠仰賴牠佈滿細微紋路的鳞片在干燥的沙漠中通过露水的凝结来收集水分，露水在清晨室外开始变暖时在其皮肤上形成，然后通过它刺棘鱗片之间的吸湿性凹槽被输送到它的嘴里。而毛细現象也使澳洲魔蜥能从它身体各处（主要是四肢）吸收水分，潮湿沙土所含的水分是澳洲魔蜥最主要的水分来源。

### 移動行為
澳洲魔蜥在寻找食物、水和配偶的过程中，會出現不寻常的步态，包括靜止凍結和摇晃緩慢前行。
澳洲魔蜥有非常典型的移动动作，以短小、缓慢、生硬的步伐行走。当人类接近时，通常会僵住，走到一半时停頓下來並高高舉起牠的尾巴。

## 分布和栖息地
澳洲魔蜥主要出现在两种截然不同的栖息地：内陆地区的鬣刺沙地和沙脊沙漠以及南澳大利亚州南部和西澳大利亚州西南部的桉樹林。因此可以判斷澳洲魔蜥選擇栖息地主要是以沙质壤土地相吻合為主，而不是与某一特定气候相吻合。 澳洲魔蜥特别喜歡沙质土壤，相反的牠们很少出现在石质土壤上。

## 體溫調節
澳洲魔蜥是日光性动物，主要依靠太阳能使其体温高于环境温度，体温會随空气温度变化，平均体温为33.3℃(标准差=2.9)，观察表明，荆棘魔鬼會利用姿势变化来调节体温，當天氣寒冷時會最大限度地接触温暖的表面（地面），天氣炎熱時則會通过两脚靠在灌木上站立来减少接触。

## 自我防衛機制
澳洲魔蜥的捕食者以鸸鹋、褐隼和巨蜥類為主，而後來引進的赤狐也是魔蜥的掠食者，而澳洲魔蜥主要透過其鱗片以及假頭構造來欺敵以及嚇阻敵人。

### 刺棘狀鱗片
澳洲魔蜥全身布滿圆锥形的帶刺鱗片，但大部分的刺棘都没有钙化，这些带刺的鳞片能夠保护它免受捕食者的攻击，或者能夠伪装和欺骗捕食者来避免被捕食。

### 假頭構造
澳洲魔蜥的脖子后面还有一个带刺球狀的“假头”，這個假頭是由软组织制成的，当它感到受到其他动物的威胁时，它会把真头低在前腿之间，然后露出假头以嚇阻掠食者。

### 充氣機制
澳洲魔蜥受到驚扰时，也会用空气给自己充气，像河豚一样鼓起来，这也是另一种反捕食者的防御機制。

## 飲食
澳洲魔蜥主要以蚂蚁为食，特别是管琉璃蟻屬的物种 ，由于蚂蚁含有甲壳素和有毒的化学物质如甲酸，且没有过多的营养，因此必须大量地食用才能獲得足夠的營養，這也使得牠需要一个大胃，澳洲魔蜥會沿着蚂蚁的足迹在一旁等待，並用牠们的舌头捡拾蚂蚁，摄食率估计为每分钟24到45只蚂蚁，经常在一天内就吃掉成千上万只蚂蚁。

## 排泄
澳洲魔蜥的粪便颗粒非常独特，是黑色、有光泽、完美的球状物，这些粪便會在露天或稀疏的植被中被整齐地堆积起来。野外個體有特定的排泄场所，牠們會將晒太阳和进食场所分开，透過分析粪便的痕迹和堆积物，澳洲魔蜥经常會连续几天回到这些地方。

## 繁殖

### 求偶
在南半球最高溫的1.2月以及最低溫的6.7月期間，澳洲魔蜥會變得較沒有活力，然而在早春时节（約9月-10月初）則會减少在洞穴中的时间，增加移動的頻率以增加與未来配偶之间相遇且交配的机会。

### 產卵
雌性澳洲魔蜥在9月至12月间产卵，一窝約3至10枚卵，这些卵會放在地下约30厘米的巢穴中，卵巢穴的终端是一个充满空气的腔室，高约8-9厘米，宽约10-12厘米，长约12-15厘米，这樣的空間足以容纳几个成年澳洲魔蜥，蜥蜴卵在大约三到四个月后孵化，雌蜥蜴在為幼蜥蜴挖通道至地面之前會先將蛋殼吃掉。

### 人工繁殖
澳洲魔蜥是能夠在人工飼養的情況下繁殖，在澳洲的爱丽丝泉沙漠公园中有過孵化的紀錄，共孵化14隻，每隻重量僅有2克，並且這些小蜥蜴出生後即完全獨立成長。

## 飼養
澳洲魔蜥的飼養紀錄可以回溯至19世紀末，最初是出於研究目的，後來則因外型奇特與溫馴性格而漸受青睞，惟價格不斐，且飼料不易取得。然而，雖然澳洲魔蜥並非IUCN紅皮書中的瀕危物種，但澳洲《環境與生物多樣性保護法》禁止在沒有許可證的情況下，將澳洲境內的野生動植物攜出國境的行為，因此擅自將野生澳洲魔蜥自其原生地出口是違法的。